# Старожуківський замок
Старожуківський замок — замок, збудований наприкінці XIV століття на невеликому пагорбі в місцевості Жуків.

## Історія
Замок у Жукові був подарований у 1516 році польським королем Сигізмундом I Старим Богушу Боговітову, земельному скарбнику. Після нього замок успадкувала його вдова, уроджена Сангушківна. Близько 1570 року новим власником замку став Міхал Дзялинський, холмський камергер. Через кілька років замок належав князю Олександру-Фрідріху Пронському. У 1587 році він позичив 4000 копійок литовських грошей у князя Януша Заславського та заклав як заставу13 сіл і замок у Жукові. На початку XVIII століття замком володіли князі Чарторийські, які називали себе князями «клеванськими та жуковськими», оскільки вони також володіли Клеванським замком. У ХІХ столітті ці маєтки належали російському уряду.